# Окситетрахлорид вольфрама(VI)
Окситетрахлори́д вольфра́ма(VI) — неорганическое соединение, оксосоль металла вольфрама и соляной кислоты с формулой WOCl4,
тёмно-красные кристаллы,
реагирует с водой.

## Получение
- Действие хлора на вольфрам при нагревании в присутствии воздуха:

{\displaystyle {\mathsf {2W+O_{2}+4Cl_{2}\ {\xrightarrow {T}}\ 2WOCl_{4}}}}
- Действие хлора на вольфрам при нагревании в присутствии паров воды:

{\displaystyle {\mathsf {W+3Cl_{2}+H_{2}O\ {\xrightarrow {T}}\ WOCl_{4}+2HCl}}}
- Гидролиз хлорида вольфрама(VI) в тёплой воде:

{\displaystyle {\mathsf {WCl_{6}+H_{2}O\ {\xrightarrow {60^{o}C}}\ WOCl_{4}+2HCl}}}
- Окисление хлорида вольфрама(VI) кислородом воздуха:

{\displaystyle {\mathsf {2WCl_{6}+O_{2}\ {\xrightarrow {T}}\ 2WOCl_{4}+2Cl_{2}}}}
- Реакция оксида вольфрама(VI) с тионилхлоридом при повышенной температуре:

{\displaystyle {\mathsf {WO_{3}+2SOCl_{2}\ {\xrightarrow {200^{o}C}}\ WOCl_{4}+2SO_{2}\uparrow }}}

## Физические свойства
Окситетрахлорид вольфрама(VI) образует тёмно-красные кристаллы, легко очищаемые сублимацией.
Реагирует с водой.
Растворяется в сероуглероде.

## Химические свойства
- Реагирует с водой:

{\displaystyle {\mathsf {WOCl_{4}+H_{2}O\ {\xrightarrow[{-HCl}]{}}\ WO_{2}Cl_{2}\ {\xrightarrow[{-HCl}]{}}\ WO_{3}}}}
- Восстанавливается водородом при нагревании:

{\displaystyle {\mathsf {WOCl_{4}+3H_{2}\ {\xrightarrow {T}}\ W+H_{2}O+4HCl}}}
- Реагирует с углеродом при нагревании:

{\displaystyle {\mathsf {3WOCl_{4}+3C\ {\xrightarrow {T}}\ 2WCl_{6}+W+3CO}}}
- При нагревании реагирует с оксидом кремния:

{\displaystyle {\mathsf {2WOCl_{4}+SiO_{2}\ {\xrightarrow {T}}\ 2WO_{2}Cl_{2}+SiCl_{4}}}}
- Восстанавливается алюминием при повышенной температуре до окситрихлорида вольфрама:

{\displaystyle {\mathsf {3WOCl_{4}+Al\ {\xrightarrow {140^{o}C}}\ 3WOCl_{3}+AlCl_{3}}}}